# Sorcha Cusack
Sorcha Cusack es una actriz irlandesa.

## Biografía
Es hija de los actores Cyril Cusack y Mary Margaret "Maureen" Kiely-Cusack.
Tiene cuatro hermanos: Paul Cusack (director), Padraig Cusack (productor), Niamh Cusack (actriz) y Sinéad Cusack (actriz), y una media hermana: Catherine Cusack (actriz).
Es tía de los actores Max Irons y Samuel Irons, del político Richard Boyd Barrett, y de Megan y Kitty Cusack.
Sorcha está casada con el actor Nigel Cooke, la pareja tiene dos hijos, Liam Cusack y Beth Cusack.

## Carrera
En 1973 interpretó a Jane Eyre en la miniserie Jane Eyre.
En 1974 apareció en la miniserie Napoleon and Love donde dio vida a Hortense.
En 1990 apareció por primera vez como invitada en la serie Screenplay donde interpretó a Angela Ungureanu durante el episodio "Shoot the Revolution", más tarde ese mismo año volvió a aparecer en la serie ahora interpretando a Grania en el episodio "August Saturday".
En 1991 apareció en la obra de teatro The Playboy of the Western World junto a su hermana Niamh Cusack.
El 17 de septiembre de 1994 se unió al elenco principal de la serie médica Casualty donde interpretó a la enfermera Kate Wilson hasta el 8 de noviembre de 1997. 
Ese mismo año inteerpretó a la reina de Inglaterra Elizabeth en la miniserie Shakespeare: The Animated Tales.
En 1999 se unió al elenco de la miniserie Eureka Street donde interpretó a Caroline.
En 2000 interpretó el papel de la madre de Mickey O'Neill (Brad Pitt) en el film de Guy Ritchie Snatch, compartiendo elenco con Benicio del Toro, Jason Statham, Stephen Graham, Alan Ford o Dennis Farina.
El 4 de febrero de 2008 apareció por primera vez como personaje recurrente en la serie Coronation Street donde interpretó a Helen Connor, la madre de Liam Connor (Rob James-Collier), Michelle Connor (Kym Marsh) y Paul Connor (Sean Gallagher). Posteriormente el personaje de Helen fue interpretado por la actriz Dearbhla Molloy.
En el 2011 apareció como invitada en la serie Silent Witness donde interpretó a Miranda Silverlake, anteriormente había aparecido por primera vez en la serie en el 2003 donde interpretó a Denise Morris durante los episodios "Beyond Guilt: Part 1 & 2".
Ese mismo año apareció como invitada en la serie Mrs. Brown's Boys donde interpretó a la ama de casa Hilary Sheridan-Nicholson, la esposa de Johnathan Nicholson y madre de la enfermera Maria Brown (Fiona O'Carroll).
Desde el 2013 se unió al elenco principal de la serie Father Brown donde interpreta a la señora Bridgette McCarthy, la ama de llaves y secretaria de la parroquia St. Mary.
En 2014 interpretó a Juno en el drama de la radio Juno and the Peacock.
En el 2015 se unió al elenco principal de la serie River donde interpreta a Bridie Stevenson, la matriarca de la familia Stevenson.

## Filmografía

### Series de televisión
| Año         | Serie                               | Personaje            | Notas                                              |
| ----------- | ----------------------------------- | -------------------- | -------------------------------------------------- |
| 2015        | River                               | Bridie Stevenson     | 5 episodios                                        |
| 2013 - 2022 | Father Brown                        | Bridgette McCarthy   | 98 episodios                                       |
| 2012        | Merlin                              | Finna                | episodio "The Kindness of Strangers"               |
| 2012        | White Heat                          | Orla                 | episodio "The Sea of Trees" - miniserie            |
| 2012        | Love Life                           | Liz                  | 2 episodios                                        |
| 2011        | Lewis                               | Prof. Joanna Pinnock | episodio "Wild Justice"                            |
| 2011        | Mrs. Brown's Boys                   | Hilary Nicholson     | 2 episodios                                        |
| 2011        | Silent Witness                      | Miranda Silverlake   | 2 episodios                                        |
| 2010 - 2011 | Pete Versus Life                    | Noreen               | 6 episodios                                        |
| 2009        | The Royal                           | Sinead Donahue       | 2 episodios                                        |
| 2008        | Coronation Street                   | Helen Connor         | 19 episodios                                       |
| 2006        | Dalziel and Pascoe                  | Kath Heaton          | episodio "Glory Days: Part 2"                      |
| 2006        | Judge John Deed                     | Gerry Lyon           | episodio "One Angry Man"                           |
| 2004        | Coming Up                           | Madre                | episodio "Tame"                                    |
| 2004        | Pulling Moves                       | Concepta McCluskey   | episodio "The Pirate and the Choirboys"            |
| 2004        | The Inspector Lynley Mysteries      | Nan Maiden           | episodio "In Pursuit of the Proper Sinner"         |
| 2002        | Playing the Field                   | Ruth Hobbs           | 2 episodios                                        |
| 1999        | Eureka Street                       | Caroline             | 3 episodios - miniserie                            |
| 1994 - 1997 | Casualty                            | Kate Wilson          | 75 episodios                                       |
| 1994        | Shakespeare: The Animated Tales     | Reina Elizabeth      | episodio "King Richard III" - miniserie            |
| 1994        | The Bill                            | Mrs. Beatty          | episodio "All the Comforts of Home"                |
| 1993        | Rides                               | Betty                | episodio # 2.5                                     |
| 1993        | Maigret                             | Blanche Lamotte      | episodio "Maigret and the Minister"                |
| 1993        | Agatha Christie's Poirot            | Margaret Opalsen     | episodio "Jewel Robbery at the Grand Metropolitan" |
| 1992        | Inspector Morse                     | Joyce Garrett        | episodio "Cherubim & Seraphim"                     |
| 1991        | Boon                                | Kathleen Roach       | episodio "Trial and Error"                         |
| 1990        | Screenplay                          | Grania               | episodio "August Saturday"                         |
| 1990        | The Real Charlotte                  | Lucy Lambert         | 2 episodios - miniserie                            |
| 1989        | Confessional                        | Mrs. Malone          | episodio # 1.3                                     |
| 1988        | The Modern World: Ten Great Writers | Molly Bloom          | episodio "James Joyce's 'Ulysses'" - miniserie     |
| 1980        | The Square Leopard                  | Nesta Wright         | 6 episodios                                        |
| 1980        | Spy!                                | Inge Pohl            | episodio "The Murder Machine"                      |
| 1977        | The Velvet Glove                    | Ursula               | episodio "Married Love"                            |
| 1974        | Rooms                               | Sally                | 2 episodios                                        |
| 1974        | Napoleon and Love                   | Hortense             | 5 episodios - miniserie                            |
| 1974        | Within These Walls                  | Elaine Reynolds      | episodio "A Sense of Duty"                         |
| 1973        | Jane Eyre                           | Jane Eyre            | 5 episodios - miniserie                            |

### Películas
| Año  | Programa               | Personaje   | Notas                                                                                            |
| ---- | ---------------------- | ----------- | ------------------------------------------------------------------------------------------------ |
| 2016 | Modern Life Is Rubbish | Mary        | junto a Ian Hart, Tom Riley, Jessie Cave, Steven Mackintosh, Freya Mavor y Matt Milne            |
| 2000 | Snatch                 | Mamà O'Neil |                                                                                                  |
| 1982 | Angel                  | Mary        | junto a Veronica Quilligan, Stephen Rea, Ian McElhinney, Derek Lord, Ray McAnally y Donal McCann |

### Radio
| Año | Programa             | Personaje  | Notas |
| --- | -------------------- | ---------- | ----- |
| -   | Juno and the Paycock | Juno Boyle | -     |
| -   | Baldi                | -          | -     |

### Teatro
| Año  | Obra                             | Personaje     | Director (a)    | Teatro             | Notas                                                                   |
| ---- | -------------------------------- | ------------- | --------------- | ------------------ | ----------------------------------------------------------------------- |
| 2006 | King John                        | Reina Eleanor | -               | RSC Theatre        | junto a Richard McCabe, Joseph Millson, Morven Christie y Tamsin Greig  |
| 2006 | Romeo & Juliet                   | -             | Katrina Lindsay | RSC Theatre        | junto a Rupert Evans y Morven Christie                                  |
| 2002 | The Wonder of Sex                | -             | -               | -                  | -                                                                       |
| 2002 | South Pacific                    | -             | -               | -                  | -                                                                       |
| 2002 | Gagarin Way                      | -             | -               | -                  | -                                                                       |
| 2002 | Jitney                           | -             | -               | -                  | -                                                                       |
| 2002 | The Goodhope                     | -             | -               | -                  | -                                                                       |
| 2002 | Luther                           | -             | -               | -                  | -                                                                       |
| 2002 | Cloudstreet                      | -             | -               | -                  | -                                                                       |
| 2002 | All My Sons                      | -             | -               | -                  | -                                                                       |
| 2002 | Humble Boy                       | -             | -               | -                  | -                                                                       |
| 2002 | Mother Clap's Molly House        | -             | -               | -                  | -                                                                       |
| 2002 | The Relapse                      | -             | -               | -                  | -                                                                       |
| 2002 | Howard Katz                      | -             | -               | -                  | -                                                                       |
| 2002 | The Good Woman of Setzuan        | -             | -               | -                  | -                                                                       |
| 2001 | The Ramayana                     | -             | -               | -                  | -                                                                       |
| 2001 | Finding the Sun                  | -             | -               | -                  | -                                                                       |
| 2001 | Marriage Play                    | -             | -               | -                  | -                                                                       |
| 2001 | The Far Side of the Moon         | -             | -               | -                  | -                                                                       |
| 2001 | Singin in the Musical            | -             | -               | -                  | -                                                                       |
| 2001 | Mnemonic                         | -             | -               | -                  | -                                                                       |
| 2001 | The Winter's Tale                | -             | -               | -                  | -                                                                       |
| 2001 | A Midsummer's Night Dream        | -             | -               | -                  | -                                                                       |
| 2001 | No Man's Land                    | -             | -               | -                  | -                                                                       |
| 2001 | The Walls                        | -             | -               | -                  | -                                                                       |
| 2001 | The Playboy of the Western World | -             | -               | -                  | -                                                                       |
| 2001 | My Fair Lady                     | -             | -               | -                  | -                                                                       |
| 2001 | De Profundis                     | -             | -               | -                  | -                                                                       |
| 2001 | In Extremis                      | -             | -               | -                  | -                                                                       |
| 2001 | Remembrance of Things Past       | -             | -               | -                  | -                                                                       |
| 2001 | Life X 3                         | -             | -               | -                  | -                                                                       |
| 2001 | Further Than the Furthest Thing  | -             | -               | -                  | -                                                                       |
| 2001 | The Cherry Orchard               | -             | -               | -                  | -                                                                       |
| 2000 | Noises Off                       | -             | -               | -                  | -                                                                       |
| 2000 | Peer Gynt                        | -             | -               | -                  | -                                                                       |
| 2000 | Singin in the Rain               | -             | -               | -                  | -                                                                       |
| 2000 | The Heiress                      | -             | -               | -                  | -                                                                       |
| 2000 | The Waiting Room                 | -             | -               | -                  | -                                                                       |
| 2000 | Blue/Orange                      | -             | -               | -                  | -                                                                       |
| 2000 | Albert Speer                     | -             | -               | -                  | -                                                                       |
| 2000 | History of the Comedy            | -             | -               | -                  | -                                                                       |
| 2000 | All My Sons                      | -             | -               | -                  | -                                                                       |
| 2000 | Hamlet                           | -             | -               | -                  | -                                                                       |
| 2000 | Romeo and Juliet                 | -             | -               | -                  | -                                                                       |
| 2000 | House + Garden                   | -             | -               | -                  | -                                                                       |
| 2000 | House + Garden                   | -             | -               | -                  | -                                                                       |
| 1998 | Give Me Your Answer, Do!         | -             | Robin Lefevre   | Hampstead Theatre  | junto a Geraldine James, John Woodvine, Gawn Grainger y Margaret Tyzack |
| 1992 | Dancing at Lughnasa              | -             | Patrick Mason   | Garrick Theatre    | junto a Orla Charlton y Michael Jayston                                 |
| 1991 | Dancing at Lughnasa              | -             | Patrick Mason   | Garrick Theatre    | junto a Brid Brennan, Catherine Byrne, Robert Gwilym y Alec McCowen     |
| 1991 | The Playboy of the Western W.    | -             | Jude Kelly      | -                  | junto a Niamh Cusack y Reece Dinsdale                                   |
| 1990 | The Three Sisters                | -             | Adrian Noble    | Royal Theatre      | junto a Niamh Cusack, Sinead Cusack, Cyril Cusack y Lesley Manville     |
| 1989 | Carthaginians                    | -             | -               | Hampstead Theatre  | junto a David Herlihy                                                   |
| 1981 | The Duchess of Malfi             | -             | Adrian Noble    | Roundhouse Theatre | junto a Helen Mirren, Bob Hoskins, Robert Reynolds y Pete Postlethwaite |